# Prix René-Ballière
Groupe I
Le Prix René-Ballière est une course hippique de trot attelé se déroulant au mois de juin sur l'hippodrome de Vincennes.
C'est une course internationale de Groupe I réservée aux chevaux de 4  à   11 ans (hongres exclus), ayant gagné au moins 130 000 € (conditions en 2025).
Elle se court sur la distance de 2 100 mètres (grande piste), départ à l'autostart. L'allocation s'élève à 200 000 €, dont 90 000 € pour le vainqueur.
Le record de l'épreuve est détenu conjointement par Hokkaïdo Jiel, Face Time Bourbon et Vivid Wise As avec une réduction kilométrique de 1'09"1 ; c'est aussi le record de Vincennes et le record du monde sur 2 100 mètres.
L'épreuve est créée le 12 juin 1967 sous le nom de Championnat 1967 et est rebaptisée l'année suivante Championnat européen. Elle prend le nom de Prix René-Ballière en 1973 honorant ainsi la mémoire du président de la Société d'encouragement à l'élevage du cheval français de 1935 à 1970. Sous sa présidence et son influence furent créées les nocturnes de Vincennes en 1952 et fut acquis le domaine de Grosbois en 1962 qui devint un centre d'entrainement. Il fut également l'un des fondateurs en 1954 de l'Union européenne pour les courses au trot, ancêtre de l'Union européenne du trot. Il meurt en 1972 à l'âge de 88 ans.

## Palmarès
| Année | Vainqueur          | S/A | Pays   | Père               | Driver             | Entraîneur       | Propriétaire        | Deuxième           | Troisième           | Réd.km |
| ----- | ------------------ | --- | ------ | ------------------ | ------------------ | ---------------- | ------------------- | ------------------ | ------------------- | ------ |
| 2025  | Jabalpur           | M.6 | France | Booster Winner     | Gabriele Gelormini | Arnaud Chavatte  | Tramontom SRL       | Go on Boy          | Iguski Sautonne     | 1'08"7 |
| 2024  | Horsy Dream        | M.7 | France | Scipion du Goutier | Éric Raffin        | Pierre Belloche  | Écurie du Closet    | Idao de Tillard    | Vivid Wise As       | 1'09"2 |
| 2023  | Hokkaïdo Jiel      | M.6 | France | Brillantissime     | David Thomain      | Jean-Luc Dersoir | Écurie Luck         | Hohneck            | Oracle Tile         | 1'09"1 |
| 2022  | Vivid Wise As      | M.8 | Italie | Yankee Glide       | Matthieu Abrivard  | A. Gocciadoro    | Scuderia Bivans     | Étonnant           | Hohneck             | 1'09"1 |
| 2021  | Face Time Bourbon  | M.6 | France | Ready Cash         | Éric Raffin        | S. Guarato       | Scuderia Bivans     | Détroit Castelets  | Violetto Jet        | 1'09"1 |
| 2020  | Face Time Bourbon  | M.5 | France | Ready Cash         | Björn Goop         | S. Guarato       | Scuderia Bivans     | Drôle de Jet       | Feliciano           | 1'09"4 |
| 2019  | Bold Eagle         | M.8 | France | Ready Cash         | Björn Goop         | S. Guarato       | Pierre Pilarski     | Looking Superb     | Détroit Castelets   | 1'10"2 |
| 2018  | Bold Eagle         | M.7 | France | Ready Cash         | Franck Nivard      | S. Guarato       | Pierre Pilarski     | Uza Josselyn       | Bélina Josselyn     | 1'10"3 |
| 2017  | Bold Eagle         | M.6 | France | Ready Cash         | Franck Nivard      | S. Guarato       | Pierre Pilarski     | Valko Jenilat      | Amiral Sacha        | 1'10"5 |
| 2016  | Bold Eagle         | M.5 | France | Ready Cash         | Éric Raffin        | S. Guarato       | Pierre Pilarski     | Your Highness      | Amiral Sacha        | 1'10"8 |
| 2015  | Voltigeur de Myrt  | M.6 | France | Opus Viervil       | Gabriele Gelormini | Roberto Donati   | Écurie Donati       | Akim du Cap Vert   | Vinci de l'Abbaye   | 1'10"3 |
| 2014  | Un Mec d'Héripré   | M.6 | France | Orlando Vici       | Franck Nivard      | Fabrice Souloy   | Éc. d'Héripré       | Tiégo d'Étang      | Rêve de Beylev      | 1'10"7 |
| 2013  | Texas Charm        | M.6 | France | Cygnus d'Odyssée   | Julien Dubois      | Philippe Moulin  | Éc. Victoria Dreams | Timoko             | The Best Madrik     | 1'09"9 |
| 2012  | Main Wise As       | M.6 | Italie | Yankee Glide       | S. Ernault         | Pierre Levesque  | Gerrits Recycling   | Roxane Griff       | Rodrigo Jet         | 1'10"5 |
| 2011  | Quaker Jet         | M.7 | France | Love You           | J.-É. Dubois       | J.-É. Dubois     | J.-É. Dubois        | Quilon du Châtelet | Perlando            | 1'10"6 |
| 2010  | Qwerty             | M.6 | France | Quadrophenio       | P. Levesque        | P. Levesque      | Éc. P. Levesque     | Nouba du Saptel    | Orlando Sport       | 1'10"6 |
| 2009  | Première Steed     | F.6 | France | Workaholic         | J-M. Bazire        | Fabrice Souloy   | Éc. AB Trot         | Quaker Jet         | One du Rib          | 1'10"9 |
| 2008  | Exploit Caf        | M.7 | Italie | Toss Out           | J-M. Bazire        | Fabrice Souloy   | Scuderia Sa.For.    | Olga du Biwetz     | Paradis Cordière    | 1'11"2 |
| 2007  | Kool du Caux       | M.9 | France | Bijou du Bignon    | J-M. Bazire        | Fabrice Souloy   | J.Villetorte        | L'Océan d'Urfist   | Lady d'Auvrecy      | 1'10"8 |
| 2006  | Jardy              | M.9 | France | Cygnus d'Odyssée   | J-M. Bazire        | J-M. Bazire      | D.Wildenstein       | Mara Bourbon       | Lady d'Auvrecy      | 1'10"7 |
| 2005  | Jag de Bellouet    | M.8 | France | Viking's Way       | C.Gallier          | C.Gallier        | Michel Gallier      | Love You           | Jeanbat du Vivier   | 1'10"1 |
| 2004  | Jag de Bellouet    | M.7 | France | Viking's Way       | C.Gallier          | C.Gallier        | Michel Gallier      | Ilster d'Espiens   | Daguet Rapide       | 1'10"8 |
| 2003  | Insert Gédé        | M.7 | France | Jet du Vivier      | Yves Dreux         | J-L. Bigeon      | Joël Séché          | Ipson de Mormal    | John Arifant        | 1'11"8 |
| 2002  | Jackhammer         | M.8 | Suède  | Demilo Hanover     | Ulf Nordin         | Ulf Nordin       | Team Jacky KB       | Kaisy Dream        | Insert Gédé         | 1'13"  |
| 2001  | Gébrazac           | M.7 | France | Sébrazac           | Serge Peltier      | Serge Peltier    | M. Valette          | Insert Gédé        | First de Retz       | 1'12"  |
| 2000  | Général du Pommeau | M.6 | France | Sébrazac           | J. Lepennetier     | J. Lepennetier   | J. Grisanti         | First de Retz      | Goetmals Wood       | 1'11"3 |
| 1999  | Général du Pommeau | M.5 | France | Sébrazac           | J. Lepennetier     | J. Lepennetier   | J. Grisanti         | Remington Crown    | Élivagar            | 1'12"4 |
| 1998  | Écrin Castelets    | M.6 | France | Marpheulin         | Yves Dreux         | B. Desmontils    | B. Desmontils       | Ganymède           | Bonheur de Tillard  | 1'13"6 |
| 1997  | Défi d'Aunou       | M.6 | France | Armbro Goal        | J.-É. Dubois       | J.-É. Dubois     | E.Dubois            | Écho               | Bengali du Loir     | 1'13"5 |
| 1996  | Balou Boy          | M.7 | France | Moscantido         | Yves Dreux         | Yves Dreux       | Yves Dreux          | Abo Volo           | Bengali du Loir     | 1'13"  |
| 1995  | Coktail Jet        | M.5 | France | Quouky Williams    | J.-É. Dubois       | J.-É. Dubois     | D.Wildenstein       | Abo Volo           | Activity            | 1'12"1 |
| 1994  | Sea Cove           | M.8 | Canada | Bonefish           | Jos Verbeeck       | H.Grendel        | Écurie Cicero       | Bonheur de Tillard | Coktail Jet         | 1'12"  |
| 1993  | Sea Cove           | M.7 | Canada | Bonefish           | Jos Verbeeck       | J-L. Peupion     | Écurie Cicero       | Alpha Barbés       | Ursulo de Crouay    | 1'13"2 |
| 1992  | Vivier de Montfort | M.5 | France | Kronos du Vivier   | Ch. Bigeon         | Ch. Bigeon       | P. Dauphin          | Urane Sautonne     | Unique James        | 1'14"7 |
| 1991  | Shalom             | M.7 | France | Mercurien          | J-C. Hallais       | J-C. Hallais     | S. Lederman         | Shogun Lobell      | Ursulo de Crouay    | 1'13"5 |
| 1990  | Rêve d'Udon        | M.7 | France | Éjakval            | Yves Dreux         | B. Desmontils    | B. Desmontils       | Piper Cub          | Shalom              | 1'13"3 |
| 1989  | Rêve d'Udon        | M.6 | France | Éjakval            | Yves Dreux         | B. Desmontils    | B. Desmontils       | Napoletano         | Quilon              | 1'13"2 |
| 1988  | Ourasi             | M.8 | France | Greyhound          | J.-R. Gougeon      | J.-R. Gougeon    | R. Ostheimer        | Potin d'Amour      | Quartz              | 1'15"5 |
| 1987  | Olympio de Corseul | M.7 | France | Enguerillero       | M.-M. Gougeon      | J.-R. Gougeon    | A. Lipszyc          | Ourasi             | Potin d'Amour       | 1'14"3 |
| 1986  | Ourasi             | M.6 | France | Greyhound          | J.-R. Gougeon      | J.-R. Gougeon    | R.Ostheimer         | Mon Tourbillon     | Noble Atout         | 1'15"6 |
| 1985  | Ogorek             | M.5 | France | Borgia III         | Michel Roussel     | J-L. Peupion     | J. Pachoud          | Major de Brion     | Nodesso             | 1'14"4 |
| 1984  | Lutin d'Isigny     | M.7 | France | Firstly            | J-P. André         | M.-G. Cornière   | M.-G. Cornière      | Mon Tourbillon     | Joli Quito          | 1'14"3 |
| 1983  | Ianthin            | M.9 | France | Vésuve T           | Paul Delanoë       | Paul Delanoë     | M. Tribondeau       | Lutin d'Isigny     | Idéal du Gazeau     | 1'14"2 |
| 1982  | Lutin d'Isigny     | M.5 | France | Firstly            | J-P. André         | M.-G. Cornière   | M.-G. Cornière      | Kimberland         | Idéal du Gazeau     | 1'15"9 |
| 1981  | Jorky              | M.6 | France | Kerjacques         | L. Verroken        | L. Verroken      | B. Billard          | Ino Ludois         | Illera              | 1'15"9 |
| 1980  | Idéal du Gazeau    | M.6 | France | Alexis III         | E. Lefèvre         | E. Lefèvre       | P.-J. Morin         | Jorky              | Fleur de Prère      | 1'15"3 |
| 1979  | Gars de Fontaine   | M.7 | France | Volnay II          | P. Levasseur       | P. Levasseur     | Robert Gille        | Hillion Brillouard | Éléazar             | 1'16"4 |
| 1978  | Hadol du Vivier    | M.5 | France | Mitsouko           | J.-R. Gougeon      | J.-R. Gougeon    | H.-L. Levesque      | Éléazar            | Hurgo               | 1'18"8 |
| 1977  | Fakir du Vivier    | M.6 | France | Sabi Pas           | P.-D. Allaire      | P.-D. Allaire    | Alain Delon         | Bellino II         | Équiléo             | 1'17"7 |
| 1976  | Bellino II         | M.9 | France | Boum III           | J.-R. Gougeon      | Maurice Macheret | Maurice Macheret    | Espoir de Sée      | Éléazar             | 1'18"4 |
| 1975  | Bellino II         | M.8 | France | Boum III           | J.-R. Gougeon      | Maurice Macheret | Maurice Macheret    | Axius              | Catharina           | 1'18"2 |
| 1974  | Bellino II         | M.7 | France | Boum III           | J.-R. Gougeon      | Maurice Macheret | Maurice Macheret    | Timothy T          | Casdar              | 1'16"9 |
| 1973  | Buffet II          | M.6 | France | Nonant le Pin      | Louis Hanse        |                  | Ph. Charlet         |                    |                     | 1'16"9 |
| 1972  | Buffet II          | M.5 | France | Nonant le Pin      | Louis Hanse        |                  | Ph. Charlet         | Une de Mai         | Dart Hanover        | 1'17"2 |
| 1971  | Une de Mai         | M.7 | France | Kerjacques         | J.-R. Gougeon      |                  | Pierre de Montesson | Tidalium Pelo      | Véronique R         | 1'19"  |
| 1970  | Une de Mai         | M.7 | France | Kerjacques         | J.-R. Gougeon      |                  | Pierre de Montesson | Tony M             | Uriel               | 1'18"1 |
| 1969  | Tidalium Pelo      | M.7 | France | Jidalium           | Jean Mary          |                  | Roger Lemarié       | Tabriz             | dh : Upsalin Tony M | 1'17"8 |
| 1968  | Tony M             | M.6 | France | Horus L            | Gerhard Krüger     |                  | Georges Moreau      | Some Fire          | Eileen Eden         | 1'18"2 |
| 1967  | Dashing Rodney     | M.7 | Italie | Rodney             | Gerhard Krüger     |                  | Écurie Santipasta   | Roquépine          | Toscan              | 1'18"3 |